# Stenentoma
Stenentoma is een geslacht van vlinders van de familie bladrollers (Tortricidae).

## Soorten
- S. bisecta (Meyrick, 1918)
- S. chrysolampra Diakonoff, 1969
- S. onychosema Diakonoff, 1969
- S. plectocosma (Meyrick, 1921)
- S. sorindeiae Razowski & Brown, 2012